# 오십견
오십견(五十肩, adhesive capsulitis of shoulder, frozen shoulder) 또는 유착성 관절낭염(癒着性關節囊炎)은 어깨 관절주머니에 염증이 생겨 뻣뻣하게 되면서 움직임에 상당한 제한을 주고 만성 통증을 유발시키는, 통증을 주는 장애 질환으로, 병인은 알려져 있지 않다.

## 진단
오십견의 과정은 아래 세 단계로 기술되고 있다:
- 1단계(freezing): 통증 단계로, 6주에서 9개월 소요될 수 있으며 환자는 천천히 통증이 심화된다. 통증이 악화될수록 어깨는 움직임이 둔해진다.[1]
- 2단계(frozen): 통증이 천천히 개선되지만 뻣뻣함은 남는 것이 특징이다. 이 단계는 4~9개월 유지되는 것이 보통이다.
- 3단계(thawing): 어깨가 천천히 정상으로 돌아올 때. 5~26개월 지속되는 것이 일반적이다.[2]

## 예방
문제를 예방하려면 일반적인 권고는 어깨 관절을 완전히 움직여서 오십견이 오지 못하도록 하는 것이다. 오십견이 오기 시작하면 어깨에 통증이 종종 올 수 있다. 통증이 움직임을 방해하기 때문에 관절을 모든 방향으로 움직여주지 않으면 추가적인 유착의 발전(움직임의 제한)이 있을 수 있다. 물리치료와 작업 치료는 지속적인 움직임에 도움을 줄 수 있다.